# Antoine Arts

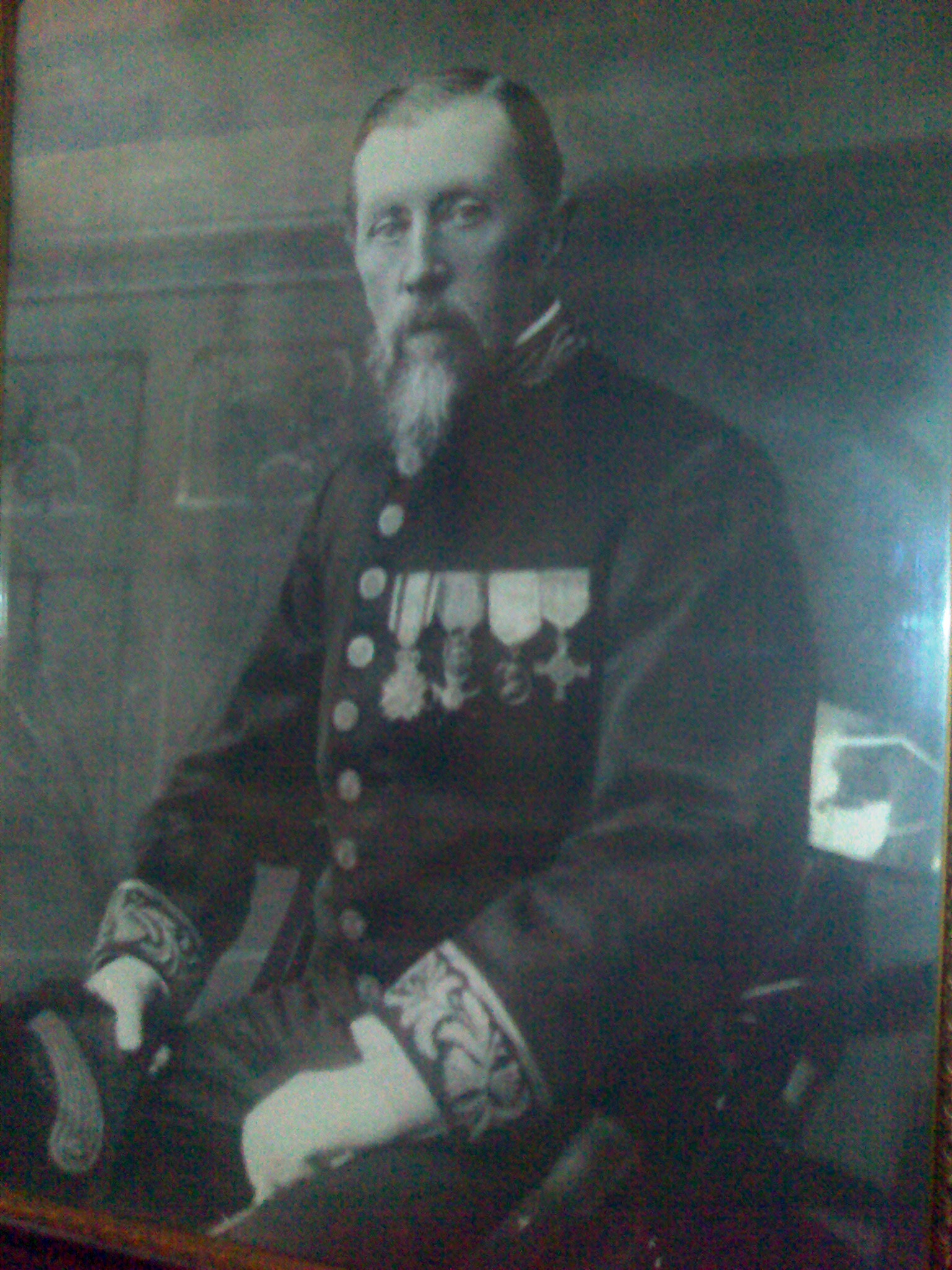
Antoine Arts met (pauselijke) decoraties

Antonius (Antoine) Henricus Arnoldus Arts (Arnhem, 20 april 1845 - Tilburg, 31 maart 1926) was een Nederlands zoeaaf, krantenuitgever en RK-politicus.

## Pauselijk zouaaf
Arts werkte op een bank in Arnhem voor hij in 1866 als vrijwilliger dienst nam in het zouavenleger van paus Pius IX, dat in de strijd om de eenheid van Italië de pauselijke staat moest verdedigen. Arts was belast met de werving van soldaten in Nederland, België en Frankrijk. In 1868 werd hij tweede luitenant. Bij de inname van Rome in 1870 door de Garibaldisten werd Arts krijgsgevangene. Kort daarop keerde hij terug naar Nederland. Omdat hij dienst had genomen in een buitenlands leger was hij formeel stateloos. Zijn krijgservaringen hadden grote invloed op zijn verdere loopbaan. In 1872 huwde hij in Arnhem Cornelia Susanna Aleijda Reh, met wie hij acht kinderen kreeg.

## Krantenman
In 1876 werd Arts secretaris van de Sint Bonifaciusbond, de Nederlandsche Zouavenbond. Het jaar daarop hoofdredacteur van De Kruisvaan, het weekblad van deze bond. Doel van de bond was het herstel van de wereldlijke macht van de paus. Het blad zette zich af tegen opkomend socialisme en liberalisme. De Kruisvaan werd gedrukt door N. Luijten in Tilburg, die ook de Tilburgsche Courant (TC) drukte. In 1878 vestigde Arts zich in Tilburg en begon er in 1879 een eigen drukkerij.
In hetzelfde jaar verraste hij concurrent Luijten en de Fraters van Tilburg, die ook een drukkerij hadden, met de verschijning van de Nieuwe Tilburgsche Courant (NTC), waarvan hijzelf uiteraard hoofdredacteur was. Arts had oog voor maatschappelijke veranderingen en plaatste stukken van de veranderingsgezinde priesters Schaepman en Ariëns in zijn krant.
Net als zij voelde Arts een sterke verbondenheid met de nieuwe paus Leo XIII en diens encycliek Rerum Novarum (1891).
De 'krant van Arts' was rooms, maar de hoofdredacteur stond een meer sociaal katholicisme voor dan menig Tilburgs fabrikant en pastoor lief was. Arts was voor wettelijk geregelde werktijden en tegen vrouwenarbeid en kinderarbeid. Zijn krant propageerde katholieke vakorganisatie, waarmee de (textiel)arbeiders uit handen van de socialisten zouden blijven. De Tilburgse geestelijkheid, die meer verwantschap had met de fabrikant dan met de arbeider, voelde daar aanvankelijk weinig voor. Tevergeefs deed de geestelijkheid een beroep op Arts' eergevoel, als zouaaf, om af te zien van oneerlijke concurrentie. Arts' stellingnamen brachten hem regelmatig in conflict met de lokale gevestigde orde, maar leverde hem de steun van middenstanders en arbeiders, die met de uitbreiding van de Kieswet (1896) aan invloed wonnen.
In 1902 werd Arts de eerste voorzitter van de in 1902 opgerichte 'R.K. Journalistenvereeniging'. De NTC groeide almaar door. Het hoofdredacteurschap droeg Arts over aan zijn zoon Antoon. In de jaren dertig verschoof de NTC naar (extreem)rechts. In 1964 ging de krant op in Het Nieuwsblad dat weer een rechtsvoorganger is van het huidige Brabants Dagblad.

## RK-politicus
Als stateloos burger mocht Arts in 1896 niet plaatsnemen in de Tilburgse gemeenteraad. In 1897 verkreeg hij echter het Nederlanderschap terug en werd dat jaar kortstondig gemeenteraadslid. Dat was hij ook van 1901 tot 1913.
Arts zag in de uitbreiding van het kiesrecht een kans liggen voor een landelijke rol. Toch koos de RK Kiesvereniging District Tilburg in 1897 in overgrote meerderheid de conservatief Bahlmann tot hun kandidaat. Slechts in Tilburg-stad, kreeg Arts meer stemmen. Ook de kiesdistricten Eindhoven en Helmond waren 'Bahlmanniaan' (protectionistisch), slechts Den Bosch was 'Schaepmanniaan' (vooruitstrevend). Arts gebruikte zijn krant, de NTC, voor zijn eigen politieke aspiraties. Zijn tegenstanders werden zwartgemaakt. Toen Bahlmann overleed legde Arts het in populariteit nog af tegen burgemeester Jansen, die de fabrikanten en het platteland achter zich had. In 1901 verwierf Arts dan toch een zetel in de Tweede Kamer namens de Roomsch-Katholieke Staatspartij (RKSP). Aanvankelijk als onafhankelijk katholiek sloot hij zich kort daarop aan bij de katholieke fractie van Schaepman.
Hoewel Arts populair was bij middenstand en arbeiders kregen arbeiders toch geen plaats op zijn lijst. In Tilburg bleef Arts tegengewerkt door de fabrikanten, die wél katholieke arbeiderskandidaten naar voren schoven in een pact met de katholieke vakbonden. In 1913 kwam Arts' zoon Pius weliswaar in de gemeenteraad, maar burgemeester Raupp won het van hem in de strijd om kandidaatstelling voor de provinciale staten. Idem verloor de familie Arts in 1915 van fabrikant Henri Blomjous, die kort daarop ook een eigen krant startte, Het Nieuwsblad van het Zuiden. Na de Tilburgse textielstaking van 1917 groeide de kracht van de katholieke arbeiders tegenover de politieke elite, maar electoraal wist Arts hiervan niet te profiteren.
In 1922 werd de 77-jarige Arts in zijn eigen kiesvereniging aan de kant gezet omdat hij 'te oud' zou zijn. Hierop stapte hij samen met zijn zoon Pius uit de Algemeene Bond van RK-kiesverenigingen en kwam met een eigen Lijst Arts. De twee stelden zich kandidaat voor de Tweede Kamerverkiezingen in de kiesdistricten Tilburg en Den Bosch. Erg principieel was de lijst niet. Arts bood zelfs de uiterst rechtse NKP een lijstverbinding aan. De geestelijkheid ontried kerkgangers op de lijst-Arts te stemmen. In tranen kwam Arts na de viering van zijn gouden huwelijksfeest zijn kerk uit, na de negatieve woorden die binnen gesproken waren. De verkiezingen verliepen niet goed: Antoine Arts verloor zijn kamerzetel. Hierna sloot hij zich aan bij de door zijn zoon opgerichte Rooms-Katholieke Volkspartij (RKVP), maar trok zich terug uit de actieve politiek.
Zoon Pius werd in 1925 alsnog Tweede Kamerlid. Tot in de jaren dertig bleef hij zijn vaders' portret gebruiken op zijn verkiezingsfolders.

## Eremetalen
- Om zijn verdiensten voor het zouavenleger werd hij pauselijk onderscheiden met het Gregorius kruis, het Mentana kruis en de Bene-Merenti medaille.
- In 1910 werd hij benoemd tot ridder in de Orde van de Nederlandse Leeuw.

- Biografisch Portaal: 60548695
- Parlement.com: vg09lkxhsqq7